# Aeroport de Narín
L'aeroport de Narín (en kirguís: Нарын аэропорту, en rus: Нарынский аэропорт) (codi IATA: cap (НЫН), codi OACI: UAFN) és un aeroport que serveix a Narín, la capital de la província de Narín del Kirguizstan. El codi IATA rus de l'aeroport de Naryn és НЫН.
L'aeroport de Narín va començar a funcionar en la dècada de 1930 com a pista d'aterratge al poble de Salkyn-Tör, als afores de Narín. La pista i la terminal actuals es van construir en 1964. És un aeroport regional de classe 3C. La pista 08/26 té un límit de pes de 22 tones i només opera durant el dia.
L'aeroport de Narín no té controls duaners ni fronterers ja que només serveix per a vols interns del país. Abans del col·lapse de la Unió Soviètica, l'aeroport exercia un paper important en aquesta regió muntanyenca. Fins a l'any 2000, l'aeroport tenia enllaços durant tot l'any amb Jalal-Abad, Kazarman, Oix i Bixkek. El 16 de juliol de 2013, Sky Bishkek va reprendre els vols a Narín des de Bixkek els dimarts.
L'Agakan Development Network va començar a reconstruir l'aeroport de Narín a l'abril de 2012. La reconstrucció inclou l'ampliació de la pista, la instal·lació de nous equips d'aeronavegació i la reparació de l'edifici de la terminal. Després de la finalització de la reconstrucció, el Govern del Kirguizstan té previst canviar el nom de l'aeroport pel d'Aeroport Internacional de Narín i permetre els vols internacionals.